# Полипластик (компания)
«Гру́ппа Полипла́стик» — российский транснациональный конгломерат, одно из крупнейших предприятий химической промышленности в Европе.
Штаб-квартира компании находится в Москве.

## История
Научно-производственное предприятие «Полипластик» было зарегистрировано 19 августа 1991 года. Изначально на предприятии работало 15 человек; на нескольких старых литьевых машинах, размещавшихся в подвале Московского политехнического колледжа, они выпускали товары народного потребления из пластмасс. Кроме того, предприятие занималось восстановлением поставок между предприятиями химической отрасли стран бывшего СССР, став в начале 90-х оператором на нескольких заводах в Казахстане, Украине и Прибалтике.
Первоначально НПП «Полипластик» выпускало композиционные материалы на оборудовании АКПО и Кусковского химического завода. В 1994 году компания организует собственное производство и начинает поставлять композиционные материалы на заводы ГАЗ и ВАЗ.
В 1995 году «Полипластик» приобрел завод «АНД Газтрубпласт» и начал производство полимерных труб. В 1998 году компания открывает совместное производство с Лукойл-Нефтехим, участвует в газификации Владимирской области.
В 2002—2010 годах компания запускает шесть новых заводов, приобретает Кохановский трубный завод в Белоруссии. В 2006 году все предприятия были объединены в группу «Полипластик».
В 2009 году в компании работало 2700 человек, выручка составляла 14,5 млрд руб.
В 2013 году «Полипластик» становится крупнейшим в СНГ производителем труб.
В 2014 году компания объявила о начале поставок материалов на заводы Renault-Nissan.
В этом же году компания участвует в строительстве объектов для Сочинской олимпиады.
В 2015 году Министерством промышленности и торговли Российской Федерации «Полипластик» был включен в перечень организаций, оказывающих существенное влияние на российскую экономику. По данным 2015 года, компания охватывает более 35 % российского рынка в своей отрасли и входит в ТОП-200 крупнейших компаний России.
В 2016 году «Полипластик» запустил новый завод в Хабаровском крае. Годом ранее компания приняла участие в строительстве нефтехимического завода в Тобольске для холдинга СИБУР.
В 2020 году «Полипластик» вошел в перечень системообразующих организаций российской экономики.
В 2024 году Газпромбанк купил 25 % компании, а ещё 65 % получил в залог в обеспечение кредита.
В том же году власти Украины национализировали шесть предприятий по обвинению в связях с группой «Полипластик». В самой компании эти связи не признали и назвали национализацию ошибкой.

## Структура и управление
«Полипластик» включает в себя 30 предприятий, расположенных в России, Беларуси и Казахстане. Предприятия работают по трем направлениям: производство труб для газо-водоснабжения, производство тепловой трубы и производство композиционных материалов.
Председателем совета директоров компании является Мирон Гориловский.

## Владельцы
Транснациональная корпорация «Группа Полипластик» контролируется олигархами Мироном и Львом Гориловскими. После вторжения России в Украину в 2022 году российская часть группы была перерегистрирована с кипрских оффшоров непосредственно на её основателей: Мирона Гориловского (50%), Валентина Буяновского (28,5%) и Андрея Меньшова (21,5%). В марте 2024 года стало известно о выходе Буяновского и Меньшова из состава собственников компании. На начало 2025 года российскую часть «Полипластика» контролируют Мирон Гориловский (10%), его сын Лев (65%) и структуры Газпромбанка (25%).

## Финансы
В 2007 году прибыль компании составляла 2 млрд руб. По данным Forbes, оборот компании в 2014 году составил 29 млрд руб.
В 2016 году состоялся судебный процесс, инициированный Ramilos Trading Limited по подозрению в масштабных злоупотреблениях со стороны управляющих партнеров группы «Полипластик» и не выплате дивидендов, однако иск был не удовлетворен судом Лондона.
Рейтинговое агентство АКРА присвоило в 2024 году ООО «Группа Полипластик» рейтинговую оценку A-(RU) со стабильным прогнозом (подтверждён в 2025).

## Критика
Скандальную известность в СМИ получил тот факт, что группа «Полипластик» публично распространяет информацию о контрагентах-должниках (в виде «черного списка» на сайте группы).
Компания критиковалась за перенос места регистрации из Омска в Москву. Со слов представителя компании, перенос связан с невыполнением руководством региона договоренностей об обязательстве, в соответствии с которым налоговые платежи компании должны были целенаправленно поступать в сферу ЖКХ.